# Neverending Well of Bliss
Neverending Well of Bliss är Abhinandas andra EP-skiva, utgiven av Desperate Fight Records 1995.

## Låtlista[1]
1. "(Don't Fill Yourself with) Emptyness" - 2:59 (text: Abrahamsson)
2. "The End" - 2:59 (text: Saxlund)
3. "Underneath the Pain(t)" - 1:56 (text: Abrahamsson)
4. "Goodbye" - 1:42 (text: Saxlund)

## Personal[1]
- Adam Nilsson - gitarr
- Jonas Lyxzén - trummor
- José Saxlund - sång
- Mattias Abrahamsson - bas
- Pelle Gunnerfeldt - sång (3)
- Pär Hansson (krediterad som Per Hansson) - gitarr